# Jewel Tower

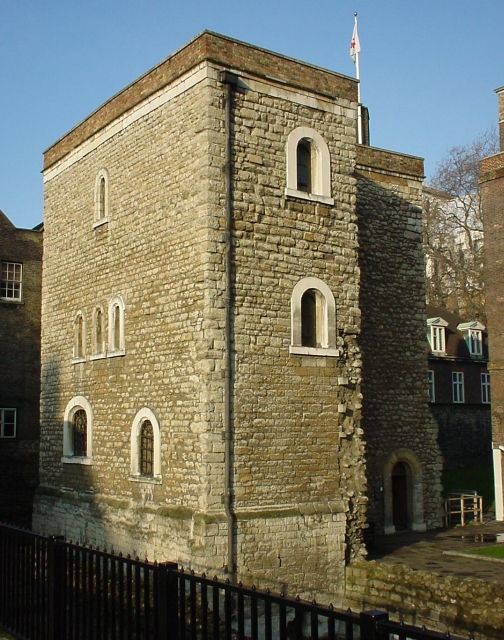
Jewel Tower, Old Palace Yard London

Der Jewel Tower (deutsch Juwelen-Turm) in London ist neben der Westminster Hall der einzige verbliebene Bestandteil des ursprünglichen mittelalterlichen Palace of Westminster. Er wurde etwa 1365 erbaut, um die Juwelen Edwards III. aufzunehmen, inoffiziell wurde er auch als „King’s Privy Wardrobe“ (deutsch „des Königs Privatschrank“) bezeichnet. Es handelt sich um ein schmales dreistöckiges Gebäude, das aus Stein erbaut wurde und heute auf der anderen Straßenseite gegenüber dem heutigen Parlamentsgebäude des Palace of Westminster steht. Ursprünglich war er in die Verteidigungsmauern des Palastes integriert, aber vom Hauptgebäude getrennt, so dass er das große Feuer von 1834, das den Großteil des Parlamentsgebäudes zerstörte, überstand.
Er wird heute von English Heritage verwaltet und enthält eine Ausstellung Parliament Past and Present (deutsch: Das Parlament in Vergangenheit und Gegenwart). Gegenüber dem Turm sind die Überreste eines Burggrabens zu sehen. Bis 1834 wurden im Jewel Tower die historischen Aufzeichnungen des House of Lords aufbewahrt, diese befinden sich aber heute in der Verwaltung der Parliamentary Archives im Victoria Tower des Hauptgebäudes des Palace of Westminster.
Die britischen Kronjuwelen werden heute im Jewel House des Tower of London verwahrt.